# دان دبليو رايشر
دان دبليو رايشر (بالإنجليزية: Dan W. Reicher)‏ (و. 1956 – م) هو أحيائي، ومحام من الولايات المتحدة الأمريكية .

## التعليم
تعلم في دارتموث.